# Bunuri mobile din domeniul etnografie clasate în patrimoniul cultural național al României aflate în județul Neamț
Acestă listă conține bunurile mobile din domeniul etnografie clasate în Patrimoniul cultural național al României aflate la momentul clasării în județul Neamț.

## Fond
| Foto | Informații generale                           | Detalii tehnice | Descriere | Deținător                                       | Legături |
| ---- | --------------------------------------------- | --- | --- | ----------------------------------------------- | -------- |
|      | Cămașă femeiască                              | Datare: Prima jumătate a sec. XX Descoperit: jud. NEAMȚ, com. PIPIRIG Material: Este din țesătură de lână de calitate superioară (perișor), realizată în casă, croită, cusută și brodată cu arnici. | Cămașă încrețită la gât pe bentiță, frumos decorată cu cinci râuri pe stanul din față. Mâneca e decorată cu altiță brodată în grena și roșu, încreț negru și râuri identice cu cele de pe față, grena cu roșu. Mâneca este strănsă pe bentiță cusută cu romburi grena, ca și la gât. | Complexul Muzeal Județean Neamț - PIATRA, Neamț | Cimec    |
|      | Fedeleș Autor: Avram Ciobanu                  | Datare: A doua jumătate a sec. XIX Descoperit: jud. NEAMȚ, com. PIATRA ȘOIMULUI, NEGULEȘTI Dimensiuni: Î:14 cm Material: Este din doage de lemn tăiate, cioplite și fier bătut la cald              | Butoiaș plat, cu două tortițe perforate la mijloc. Cele două capace sunt frumos decorate cu câte o rozetă mare. Este legat cu două cercuri metalice. | Complexul Muzeal Județean Neamț - PIATRA, Neamț | Cimec    |
|      | Covată                                        | Datare: Începutul sec. XX Descoperit: jud. NEAMȚ, com. PÂNGĂRAȚI Material: Este din lemn tăiat, cioplit și scobit                                                                                   | De formă dreptunghiulară, scobită într-o singură bucată de lemn. Are patină. | Complexul Muzeal Județean Neamț - PIATRA, Neamț | Cimec    |
|      | Cheptar Autor: Carp V.                        | Datare: Începutul secolului al XX-lea Descoperit: jud. NEAMȚ, com. ORAȘ TÂRGU NEAMȚ, TÂRGU NEAMȚ Material: Este realizat din blană de oaie tăbăcită, croită și brodată cu strămătură                | Este lucrată pe toată suprafața în registre despărțite de musculițe și șarpalac întrerupt. Florile sunt în degrade, în nuanțe deschise. Prezintă motiv floral pe spate. Are prim de blană brumărie. Rafinament cromatic deosebit. | Complexul Muzeal Județean Neamț - PIATRA, Neamț | Cimec    |
|      | Ciubăr                                        | Datare: Începutul sec. XX Descoperit: jud. NEAMȚ, Popești Dimensiuni: Î: 46 cm Material: Este din lemn, tăiat, perforat, pirogravat și din fier.                                                    | Realizat din doage legate cu trei cercuri metalice. Între cercuri este frumos decorat prin pirogravare cu lanțuri realizate din semicercuri și puncte. Are două torți prevăzute cu orificii rotunde. | Complexul Muzeal Județean Neamț - PIATRA, Neamț | Cimec    |
|      | Butelcuță                                     | Datare: Prima jumătate a sec. XX Descoperit: jud. NEAMȚ, com. CEAHLĂU Dimensiuni: D: 15,5 cm; Î: 23 cm Material: Este din lemn tăiat, scobit și fier bătut la cald                                  | Un butoi de mici dimensiuni, cu doagele legate cu trei inele metalice. Nu este decorat. | Complexul Muzeal Județean Neamț - PIATRA, Neamț | Cimec    |
|      | Cântar de stână                               | Datare: A doua jum. a sec. XIX Descoperit: jud. NEAMȚ, com. CEAHLĂU, Durău Dimensiuni: Î:48 cm Material: Este din fier și alamă, turnat și bătut la cald.                                           | O vergea din fier cu un cârlig, pentru a-l suspenda, în partea superioară. Două cârlige între care e acul indicator și un talger în partea inferioară. La celălalt capăt este prevăzut cu greutatea necesară pentru cântărire. | Complexul Muzeal Județean Neamț - PIATRA, Neamț | Cimec    |
|      | Păcorniță                                     | Datare: A doua jum. a sec. XIX Descoperit: jud. NEAMȚ, com. POIANA TEIULUI, GALU Dimensiuni: Î:35 cm Material: Este lemn tăiat, scobit și perforat, piele                                           | Sub forma unui vas tronconic, cu capac perforat în partea superioară. Capacul are două găuri în care este introdusă agățătoarea și o gaură în care este introdus bățul pentru uns. | Complexul Muzeal Județean Neamț - PIATRA, Neamț | Cimec    |
|      | Piatră de fulger                              | Datare: Începutul sec. XX Descoperit: jud. NEAMȚ Material: Piatră perforată în mod natural | Este o piatră de formă ovală cu o gaură rotundă la un capăt. | Complexul Muzeal Județean Neamț - PIATRA, Neamț | Cimec    |
|      | Piatră de fulger                              | Datare: Începutul sec. XX Material: Piatră perforată în mod natural | Are forma unui cap de bovină, cu o gaură în locul ochiului. | Complexul Muzeal Județean Neamț - PIATRA, Neamț | Cimec    |
|      | Țapină                                        | Datare: Sfărșitul sec. XIX Descoperit: jud. NEAMȚ, com. CEAHLĂU, BISTRICIOARA Material: Este din fier și a fost realizată prin batere la cald                                                       | Dreaptă, de tip italian, cu semnul posesorului incizat pe lamă. | Complexul Muzeal Județean Neamț - PIATRA, Neamț | Cimec    |
|      | Balercuță pentru țuică                        | Datare: A doua jumătate a sec.XIX Descoperit: jud. NEAMȚ, Popești Dimensiuni: D:19 cm; Î:41 cm Material: Din lemn tăiat, cioplit și fier bătut la cald                                              | De forma unui butoi de mici dimensiuni, cu un cerc din lemn în partea superioară și unul de fier în partea inferioară. Are ambele capace, dintre care unul are două găuri. | Complexul Muzeal Județean Neamț - PIATRA, Neamț | Cimec    |
|      | Masat de ascuțit cuțite Autor: Amarcei Adela  | Datare: Începutul sec. XX Descoperit: jud. NEAMȚ, Piatra Neamț Dimensiuni: L lamă: 15 cm Material: Este din oțel și alamă realizat prin turnare și batere                                           | De forma unui cuțit cu lama groasă, cu vârful rotund. Mânerul de alamă se prinde de lamă prin gura unui bour. Pe mâner sunt în relief, pe o parte, un cerb, o pasăre și un grifon și pe cealaltă parte sunt doi copaci și un ogar care fugărește o căprioară. | Complexul Muzeal Județean Neamț - PIATRA, Neamț | Cimec    |
|      | Curea cu bunghi; sfășie                       | Datare: Începutul sec. XX Descoperit: jud. NEAMȚ, com. CORDUN, PILDEȘTI Material: Din piele tăbăcită, tăiată și cusută și alamă topită și turnată în tipare de piatră, metal                        | Este decorată cu șiruri de bunghi mici pe margine și cu un rând de bunghi mari pe mijloc. Se încheie cu două curelușe și două catarame. | Complexul Muzeal Județean Neamț - PIATRA, Neamț | Cimec    |
|      | Ostie                                         | Datare: Sfârșitul sec. XIX Descoperit: jud. NEAMȚ, com. TARCĂU Material: Este din fier și a fost realizată prin batere la cald.                                                                     | Arată ca o furcă cu trei colți lungi și o ureche masivă unde se introducea coada din lemn. | Complexul Muzeal Județean Neamț - PIATRA, Neamț | Cimec    |
|      | Ostie                                         | Datare: Sfărșitul sec. XIX Descoperit: jud. NEAMȚ, com. TARCĂU Material: Este din fier și a fost realizată prin batere la cald.                                                                     | Ca o furcă cu patru colți masivi și o ureche mare pentru fixarea cozii din lemn. | Complexul Muzeal Județean Neamț - PIATRA, Neamț | Cimec    |
|      | Tarniță                                       | Datare: Începutul sec. XX Descoperit: jud. NEAMȚ, com. COSTIȘA Material: Este din lemn de plop tăiat, cioplit, perforat și incizat.                                                                 | Este decorată cu puncte incizate și prezintă două inele metalice de care se prindeau poverile. | Complexul Muzeal Județean Neamț - PIATRA, Neamț | Cimec    |
|      | Poale bărbătești                              | Datare: 1/2 sec. XX Descoperit: jud. Neamț Material: bumbac; mătase; țesut; cusut; brodat | Poalele sunt decorate la bază cu floricele cusute cu mătase albă, încadrate de broderie. | Muzeul de Istorie și Etnografie, Târgu          | Cimec    |
|      | Bundă                                         | Datare: mijl. sec. XX Descoperit: jud. Neamț, com. PIPIRIG Material: piele; cusută; înflorată; brodată                                                                                              | Brodată cu flori, din strămătură de culoare închisă, nuanțe de verde, albastru, roșu; motive fitomorfe dispuse în registre orizontale și verticale, care acoperă întreaga suprafață. Spatele prezintă un motiv fitomorf central. | Muzeul de Istorie și Etnografie, Târgu          | Cimec    |
|      | Măsură de capacitate                          | Datare: 1/2 sec. XX Descoperit: jud. Neamț Material: tablă; batere | Lucrată din tablă, cu o toartă și la partea superioară prezintă o inscripție referitoare la capacitate. | Muzeul de Istorie și Etnografie, Târgu          | Cimec    |
|      | Corn de praf de pușcă                         | Datare: 2/2 sec. XIX Descoperit: jud. Neamț Material: corn de cerb; incizat; metal | Confecționat din corn de cerb, cu două ramuri, cu cerc metalic, lat la gură; de cerc sunt prinse inelele de care urma să fie prinsă agățătoarea. Decorat cu motive geometrice, un motiv fiind central și câte unul pe fiecare ramură. | Muzeul de Istorie și Etnografie, Târgu          | Cimec    |
|      | Corn de praf de pușcă                         | Datare: 2/2 sec. XIX Descoperit: jud. Neamț Material: corn de cerb; încrustat | Piesa are două ramuri. Prezintă decor bogat, motive geometrice dispuse vertical, are un motiv solar central. Prezintă pe părțile laterale două urechiușe metalice pentru a putea fi prins cu o sfoară sau curea. | Muzeul de Istorie și Etnografie, Târgu          | Cimec    |
|      | Bundă                                         | Datare: 1/2 sec. XX Material: piele; cusută; înflorată | Decorată integral; motive fitomorfe dispuse în registre; frunze, flori, realizate în culori închise; motiv central. | Muzeul de Istorie și Etnografie, Târgu          | Cimec    |
|      | Coș                                           | Datare: sec. XIX Descoperit: jud. Neamț Material: nuiele; lut; împletitură; lipit | Coș împletit din nuiele, cu baza dreptunghiulară, corpul este de formă conică, lipit la interior cu lut. | Muzeul de Istorie și Etnografie, Târgu          | Cimec    |
|      | Cazan                                         | Datare: 1/2 sec. XX Descoperit: jud. Neamț Dimensiuni: Î răcitor: 74 cm Material: cupru; lemn; batere; cioplire                                                                                     | Cazan lucrat din aramă, prin batere, cu țeavă de evacuare, răcitor de lemn, cu cercuri de fier. | Muzeul de Istorie și Etnografie, Târgu          | Cimec    |
|      | Cămașă femeiască                              | Datare: 1/2 sec. XX Descoperit: jud. Neamț Material: in; țesut; cusut; brodat | Cămașă încrețită la gât, cu mâneca decorată cu albiță în nuanțe închise. Fața este decorată cu motive geometrice dispuse vertical. Pe mâneci se întâlnește motivul dinților de fierăstrău și puncte. | Muzeul de Istorie și Etnografie, Târgu          | Cimec    |
|      | Cămașă femeiască                              | Datare: sf. sec. XIX Descoperit: jud. Neamț, com. PIATRA ȘOIMULUI, NEGULEȘTI Material: bumbac; țesut în 2 ițe; brodat peste fire                                                                    | Este o camașă bătrânească, cu guler îngust, încheiat cu un nasture la spate. Decorul e realizat cu arnici roșu și negru, în față are o ghirlandă de flori și două de struguri. La mâneci, sus și jos, prezintă câte o ghirlandă de flori încadrată de două meandre. Mânecile sunt prinse cu cheițe de stani. | Muzeul de Etnografie, Piatra Neamț              | Cimec    |
|      | Cămașă femeiască Autor: Amariei, Elena        | Datare: 1/2 sec. XX Descoperit: jud. Neamț, com. PÂNGĂRAȚI Material: bumbac; țesut; ozoare; alesături; aplicații                                                                                    | Cămașă femeiască de tip arhaic, țesută în ozoare, decorată cu alesături albe și roșii pe fond negru. Este decorată cu mărgele negre cusute cu ață roșie și dispuse sub formă de romburi ce ocupă 2/3 din stani și mâneci. Mânecile sunt prinse de stani cu dantelă albă croșetată cu motive florale. | Muzeul de Etnografie, Piatra Neamț              | Cimec    |
|      | Ploscă                                        | Datare: 1/2 sec. XX Descoperit: jud. Neamț, com. PÂNGĂRAȚI Dimensiuni: H: 25 cm Material: lemn; piele; strunjit; tăiat; împletit; metal; perforat; incizat                                          | Este acoperită cu piele de căprioară. Are dop de lemn lăcuit. Baierele sunt din piele împletită și sunt prinse cu două catarame metalice. Pe ambele fețe are câte o rozetă din piele prinsă cu câte șase împletituri din același material de baiera ce înconjoară plosca. Împletiturile sunt vopsite în grena, verde și maron și sunt decolorate. Are patru piciorușe. | Muzeul de Etnografie, Piatra Neamț              | Cimec    |
|      | Glugă ciobănească Autor: Ciocârlan, Elena     | Datare: 2/4 sec. XX Descoperit: jud. Neamț, com. ȘTEFAN CEL MARE Material: lână; țesut; bătut la piuă; aplicații                                                                                    | Este făcută dintr-un singur lat de pănură albă, în partea inferioară având o vrâstă neagră și franjuri. Se încheie cu curele din piele. Este decorată cu sarad negru cu motivul „coarnele berbecului”. | Muzeul de Etnografie, Piatra Neamț              | Cimec    |
|      | Cămașă femeiască Autor: Nicorescu, Magdalena  | Datare: 2/4 sec. XX Descoperit: jud. Neamț, com. PIATRA ȘOIMULUI Dimensiuni: L poale: 67 cm; La poale: 140 cm Material: bumbac; țesut; ajur; croșetat                                               | Cămașă încrețită la gât pe betișă cusută cu pui. Este foarte bogat decorată cu șiruri late de ajur galben în motive florale, dispuse pe piept, pe mânecile care se termină cu ploiță. Poalele sunt realizate din trei lați de pânză și sunt decorate cu trei rânduri de motive realizate în ajur, ca și cămașa. În partea inferioară se termină tot cu ploiță. | Muzeul de Etnografie, Piatra Neamț              | Cimec    |
|      | Cămașă femeiască Autor: Găină, Natalia        | Datare: 1/2 sec. XX Descoperit: jud. Neamț, com. FARCAȘA Material: bumbac; țesut; cusut; aplicații                                                                                                  | Cămașă încrețită la gât, realizată din trei lați de pânză, cu mânca largă, dintr-un lat. Este decorată cu șase rânduri înguste pe față realizate din tighel negru și umplute cu mărgele negre și verzi. Altița este încadrată de romburi, are încreț albastru și râuri drepte. | Muzeul de Etnografie, Piatra Neamț              | Cimec    |
|      | Cămașă femeiască Autor: Alexandrescu, Agurița | Datare: sf. sec. XIX Descoperit: jud. Neamț, PIATRA NEAMȚ Dimensiuni: L poale: 63 cm; La poale: 115 cm Material: bumbac; țesut; cusut; aplicații; paiete                                            | Cămașă încrețită la gât pe betiță cu fluturi. Este decorată pe față și pe mâneci cu ghirlande de trandafiri, cusute cu roșu și negru și cu mulți fluturi. Mâneca este încrețită pe ață cu canaci. Poalele au în partea inferioară același decor. | Muzeul de Etnografie, Piatra Neamț              | Cimec    |
|      | Catrință Autor: Cinstitu, Maria               | Datare: 1/2 sec. XX Descoperit: jud. Neamț, com. TARCĂU, STRAJA Material: lână; țesut în 4 ițe | Este decorată cu vrâste verzi, albastre, mov. Toiagul negru are o lățime de 22 cm. Catrința are câte o bată roșie sus și jos, la poale prezentând și un șnur negru. | Muzeul de Etnografie, Piatra Neamț              | Cimec    |
|      | Crijmă Autor: Muraru, Maria                   | Datare: sf. sec. XIX Descoperit: jud. Neamț, PIATRA NEAMȚ Material: bumbac; țesut; alesături; aplicații; mărgele                                                                                    | Este decorată cu alesături sub formă de vrâste. La un capăt are cusute mărgele bleu, ca niște puncte. | Muzeul de Etnografie, Piatra Neamț              | Cimec    |
|      | Perdea Autor: Dumitraș, Maria                 | Datare: 1/2 sec. XX Descoperit: jud. Neamț, com. FARCAȘA Material: lână; țesut în 2 ițe; brodat în cruci                                                                                            | Formată din două bucăți separate, din lână nevopsită, cusută în cruci cu lână gri și maron. Pe fiecare parte are câte trei rânduri de romburi mici în alternanță cu romburi mari, de sus și până jos, iar la mijloc prezintă un model lat, geometric, tot cu romburi de diverse dimensiuni. | Muzeul de Etnografie, Piatra Neamț              | Cimec    |
|      | Plug Autor: Dandu, Vasile                     | Datare: 1/2 sec. XX Descoperit: jud. Neamț, com. BICAZU ARDELEAN Dimensiuni: H: 79 cm Material: lemn; fier; tăiat; cioplit; ciocănit la cald                                                        | Cu corman schimbător, din lemn, cu cotiuga cu osie din lemn, cuțitul lung și cel lat sunt din fier. | Muzeul de Etnografie, Piatra Neamț              | Cimec    |
|      | Încuietoare                                   | Datare: 4/4 sec. XIX Descoperit: jud. Neamț, com. FARCAȘA Material: lemn; fag; tăiat; cioplit; perforat                                                                                             | Un lemn de formă paralelipipedică orientat vertical, cu un orificiu în spate în care intră un alt lemn perpendicular prevăzut cu niște dinți și un mâner. În spatele părții verticale are o scândură pentru susținere. | Muzeul de Etnografie, Piatra Neamț              | Cimec    |
|      | Râșniță Autor: Irimie, Constantin             | Datare: mijl. sec. XIX Descoperit: jud. Neamț, com. PÂNGĂRAȚI, OANȚU Dimensiuni: H: 110 cm Material: lemn; piatră; cioplit; perforat                                                                | Este formată din două pietre plate, egale, introduse într-un jgheab din lemn. Piatra superioară, numită alergătoare este mișcată de un otic, o vergea de lemn introdusă în gaura făcută prin perforarea alergătoarei. | Muzeul de Etnografie, Piatra Neamț              | Cimec    |
|      | Scoarță Autor: Melinte, Ecaterina             | Datare: 1/4 sec. XX Descoperit: jud. Neamț, com. FARCAȘA Material: lână; vopsit; țesut în 2 ițe; alesături                                                                                          | Are fond negru cu zimți roșii pe margine, este decorat cu trandafiri cu frunze mari verzi. Prezintă frânghii rupte. | Muzeul de Etnografie, Piatra Neamț              | Cimec    |
|      | Ladă de zestre                                | Datare: 4/4 sec. XIX Descoperit: jud. Neamț, com. TAȘCA Dimensiuni: H: 50 cm Material: lemn; tăiat; incizat                                                                                         | Este o ladă rudărescă cu patru picioare și capac drept. Este decorată prin incizie pe trei laturi cu motive geometrice: pătrate, x-uri, zig-zag-uri, linii, dar și cu frunze. | Muzeul de Etnografie, Piatra Neamț              | Cimec    |
|      | Perdea Autor: Marin, Eugenia                  | Datare: 1/4 sec. XX Descoperit: jud. Neamț, com. POIANA TEIULUI, SĂVINEȘTI Material: lână; țesut în 2 ițe; ajur                                                                                     | Din lână naturală, albă, decorată cu câte cinci rânduri de ajur dispus în șiruri verticale pe fiecare parte din cele două bucăți separate. | Muzeul de Etnografie, Piatra Neamț              | Cimec    |
|      | Lăicer Autor: David, Eugenia                  | Datare: 1/4 sec. XX Descoperit: jud. Neamț, com. PIPIRIG Material: lână; țesut; alesături | Este decorat alternativ cu vârste, sori pe fond roșu și pomul vieții stilizat pe fond negru. | Muzeul de Etnografie, Piatra Neamț              | Cimec    |
|      | Ștergar Autor: Ungureanu, Ana                 | Datare: 1/4 sec. XX Descoperit: jud. Neamț, com. PIPIRIG Material: bumbac; țesut; cusut peste fire                                                                                                  | Pe fondul alb are cusute la fiecare capăt câte o horă de fete, relizată în cruciulițe cu maron, galben și negru și câte un rând de motive geometrice, realizate în aceeași cromatică. | Muzeul de Etnografie, Piatra Neamț              | Cimec    |
|      | Ștergar Autor: Olaru, Maria                   | Datare: 4/4 sec. XX Descoperit: jud. Neamț, com. POIANA TEIULUI, DREPTU Material: bumbac; țesut; cusut                                                                                              | Este decorat la capete cu câte trei grupe de vrâste de culoare cafenie, între vrâste fiind cusute ghirlande cu struguri și frunze, cu roșu și negru. Prezintă franjuri la ambele extremități. | Muzeul de Etnografie, Piatra Neamț              | Cimec    |
|      | Oloiniță                                      | Datare: 3/4 sec. XIX Descoperit: jud. Neamț, com. TAȘCA Dimensiuni: H: 100 cm Material: lemn; tăiat; cioplit; găurit; asamblat                                                                      | Lucrată rudimentar prin cioplire. Are două picioare prevăzute cu tălpi, corpul central prevăzut cu o gaură cilindrică, unde intră corpul ce presează semințele. Pentru o mai bună presare este prevăzută cu două pene. | Muzeul de Etnografie, Piatra Neamț              | Cimec    |
|      | Perdea Autor: Dumitraș, Maria                 | Datare: 1/2 sec. XX Descoperit: jud. Neamț, com. FARCAȘA Material: lână; țesut în 2 ițe; brodat în cruci                                                                                            | Formată din două bucăți separate, din lână nevopsită, cusută în cruci cu lână gri și maron. Pe fiecare parte are câte trei rânduri de romburi mici în alternanță cu romburi mari, de sus și până jos, iar la mijloc prezintă un model lat, geometric, tot cu romburi de diverse dimensiuni. | Muzeul de Etnografie, Piatra Neamț              | Cimec    |
|      | Perdea Autor: Dumitraș, Maria                 | Datare: 1/2 sec. XX Descoperit: jud. Neamț, com. FARCAȘA Material: lână; țesut în 2 ițe; brodat în cruci                                                                                            | Formată din două bucăți separate, din lână nevopsită, cusută în cruci cu lână gri și maron. Pe fiecare parte are câte trei rânduri de romburi mici în alternanță cu romburi mari, de sus și până jos, iar la mijloc prezintă un model lat, geometric, tot cu romburi de diverse dimensiuni. | Muzeul de Etnografie, Piatra Neamț              | Cimec    |
|      | Perdea Autor: Dumitraș, Maria                 | Datare: 1/2 sec. XX Descoperit: jud. Neamț, com. FARCAȘA Material: lână; țesut în 2 ițe; brodat în cruci; ajur                                                                                      | Formată din trei bucăți cusute între ele, din lână nevopsită, cusută în cruci cu lână albă și maron. Pe fiecare parte verticală are câteva șiruri de romburi mici în alternanță cu romburi mari, de sus și până jos. Partea superioară prezintă un model lat, orizontal, geometric, cu romburi de diverse dimensiuni. Prezintă terminație cu ajur și canaci albi și negri. | Muzeul de Etnografie, Piatra Neamț              | Cimec    |
|      | Perdea Autor: Dumitraș, Maria                 | Datare: 1/2 sec. XX Descoperit: jud. Neamț, com. FARCAȘA Material: lână; țesut în 2 ițe; brodat în cruci; ajur                                                                                      | Formată din trei bucăți cusute între ele, din lână nevopsită, cusută în cruci cu lână albă și maron. Pe fiecare parte verticală are câteva șiruri de romburi mici în alternanță cu romburi mari, de sus și până jos. Partea superioară prezintă un model lat, orizontal, geometric, cu romburi de diverse dimensiuni. Prezintă terminație cu ajur și canaci albi și negri. | Muzeul de Etnografie, Piatra Neamț              | Cimec    |
|      | Lăicer Autor: Cojocaru, Elena                 | Datare: 1/2 sec. XX Descoperit: jud. Neamț, com. BORLEȘTI Material: lână; vopsit; țesut | Este decorat alternativ cu vrâste, sori pe fond roșu și pomul vieții stilizat pe fond negru. | Muzeul de Etnografie, Piatra Neamț              | Cimec    |
|      | Bâtă ciobănească Autor: Tăbârnac, Dumitru     | Datare: mijl. sec. XX Descoperit: jud. Neamț, com. BORCA Material: lemn; tăiere; cioplire; incizare; metal; batere                                                                                  | Prezintă o mică măciulie în partea de sus și un inel de metal jos. Prezintă o zonă decorată cu incizii geometrice și grupe de linii paralele. | Muzeul de Etnografie, Piatra Neamț              | Cimec    |
|      | Ștergar de perete Autor: Bostan, Ioana        | Datare: 1/4 sec. XX Descoperit: jud. Neamț, com. BORCA Material: bumbac; țesut în 2 ițe; alesături; brodat în cruci; brodat peste fire                                                              | Este decorat alternativ cu alesături albe și bej și ghirlande de flori cusute cu roșu și negru, câte două din fiecare la capete. | Muzeul de Etnografie, Piatra Neamț              | Cimec    |
|      | Lăicer Autor: Hociung, Natalia                | Datare: 1/4 sec. XX Descoperit: jud. Neamț, com. DRAGOMIREȘTI, HLĂPEȘTI Material: lână; vopsit; țesut                                                                                               | Este decorat pe toată suprafața cu romburi dispuse în diagonală, predomină culorile maron, gri, alb, roșu și galben. Are două vrâste roșii și negre la capete și frânghii. | Muzeul de Etnografie, Piatra Neamț              | Cimec    |
|      | Leagăn Autor: Husaru, Gheorghe                | Datare: 1/4 sec. XX Descoperit: jud. Neamț, com. BICAZU ARDELEAN Dimensiuni: H: 70 cm Material: lemn; tăiat; cioplit                                                                                | Părțile laterale sunt din lemn compact, fundul din scânduri subțiri. Are două picioare prevăzute cu tălpi late. | Muzeul de Etnografie, Piatra Neamț              | Cimec    |
|      | Bardă                                         | Datare: 4/4 sec. XIX Descoperit: jud. Neamț Material: fier; lemn; turnat; bătut; tăiat; cioplit | Este o bardă cu lama lată. Prezintă câteva modele incizate: pătrățele, frunze, puncte. Are coada de stejar. | Muzeul de Etnografie, Piatra Neamț              | Cimec    |
|      | Raclă de brânză                               | Datare: 4/4 sec. XIX Descoperit: jud. Neamț, com. FARCAȘA Dimensiuni: Î: 18,5 cm Material: lemn; tăiat; strunjit                                                                                    | Este frumos strunjită, partea inferioară fiind identică cu cea superioară. Zona mediană are diametrul mai mic. Este puțin decorată, cu căte un brâu în relief pe fiecare parte. | Muzeul de Etnografie, Piatra Neamț              | Cimec    |
|      | Scafă pentru cheag                            | Datare: 3/4 sec. XIX Descoperit: jud. Neamț, com. CEAHLĂU Dimensiuni: Î: 16 cm Material: lemn; tăiat; cioplit; scobit                                                                               | Este realizată dintr-o singură bucată de lemn frumos scobită. Are o toartă și chilug. | Muzeul de Etnografie, Piatra Neamț              | Cimec    |
|      | Lingură de stână                              | Datare: 4/4 sec. XIX Descoperit: jud. Neamț, com. HANGU Material: lemn; tăiat; cioplit; scobit; incizat; perforat                                                                                   | Are găvanul perpendicular pe coadă. Coada arcuită este decorată prin incizie cu „dinți de lup”. La capătul cozii este o gaură pentru atârnare. Are patină. | Muzeul de Etnografie, Piatra Neamț              | Cimec    |
|      | Cană Autor: Popa, Pavel                       | Datare: înc. sec. XX Descoperit: jud. Neamț, com. HANGU Dimensiuni: H: 6 cm Material: lemn; strunjit                                                                                                | Simplă fără ornament, cu o toartă găurită. Este puțin fisurată lângă toartă. | Muzeul de Etnografie, Piatra Neamț              | Cimec    |
|      | Ladă de zestre                                | Datare: 4/4 sec. XIX Descoperit: jud. Neamț, com. HANGU Material: lemn; tăiat; cioplit; incizat; vopsit                                                                                             | De formă dreptunghiulară, cu patru picioare și capac drept, este decorată cu incizii reprezentând motive geometrice: linii drepte și oblice, dar și cu două flori mari, geometrizate, cu câte opt petale. Petalele florilor și distanțele dintre liniile oblice sunt vopsite cu maron închis, acestea din urmă transformându-se în niște benzi de culoare mai închisă. | Muzeul de Etnografie, Piatra Neamț              | Cimec    |
|      | Răboj                                         | Datare: sf. sec. XIX Descoperit: jud. Neamț Material: lemn; tăiat; incizat | Este ca o riglă cu secțiunea pătrată pe care sunt incizate linii drepte și oblice, trasate la diferite distanțe între ele. | Muzeul de Etnografie, Piatra Neamț              | Cimec    |
|      | Răboj                                         | Datare: sf. sec. XIX Descoperit: jud. Neamț Dimensiuni: G: 2 cm Material: lemn; tăiat; incizat | Este ca o riglă cu secțiunea pătrată pe care sunt incizate linii drepte și oblice, trasate la diferite distanțe între ele. | Muzeul de Etnografie, Piatra Neamț              | Cimec    |
|      | Amnar                                         | Datare: Sfârșit de sec. XIX Descoperit: jud. NEAMȚ Material: Fier, batere | Amnar sub forma unei bare aplatizate, cu un capăt îndoit care formează mânerul. | Muzeul de Istorie și Etnografie, Târgu          | Cimec    |
|      | Butoiaș                                       | Datare: Începutul sec. XX Descoperit: jud. NEAMȚ Dimensiuni: Înălțime - 23,5 cm Material: Lemn, cioplire, fasonare, îmbinare                                                                        | Butoiaș de formă tronconică, cu doagele prinse la extremități în două rânduri de cercuri. Îi lipsește capacul. | Muzeul de Istorie și Etnografie, Târgu          | Cimec    |
|      | Cântar cu arc                                 | Datare: Prima jumătate a sec. XX Descoperit: jud. NEAMȚ Material: Fier, bronz, batere, ștanțare | Cântar de formă ovală, prevăzut la partea superioară cu o verigă pentru agățare, iar la partea inferioară are două cârlige. În interior are o placă gradată, în formă de semilună și un ac indicator răsucit. | Muzeul de Istorie și Etnografie, Târgu          | Cimec    |
|      | Frigare                                       | Datare: Începutul sec XX Descoperit: jud. NEAMȚ Material: Fier, batere, tehnici de prelucrare a fierului.                                                                                           | Obiect alcătuit din frigarea propriu-zisă și suportul acesteia. Mânerul este răsucit, iar lama este ascuțită pe ambele părți. Suportul este format din două piciorușe. | Muzeul de Istorie și Etnografie, Târgu          | Cimec    |
|      | Linguroi                                      | Datare: Începutul sec. XX Descoperit: jud. NEAMȚ Dimensiuni: Grosime - 1,5 cm Material: Lemn, cioplire                                                                                              | Linguroi cu găvanul oval. Coada este îngustă, terminată cu un cârlig pentru agățat. În apropierea găvanului pe coadă sunt incizate grupe de linii orizontale și verticale. | Muzeul de Istorie și Etnografie, Târgu          | Cimec    |
|      | Opaiț                                         | Datare: Sfârșit de sec. XIX Descoperit: jud. NEAMȚ Dimensiuni: Înălțime - 21 cm Material: Fier, batere, forjare                                                                                     | Opaiț, de formă circulară prevăzut cu o coadă, în forma literei S de care sunt fixate două elemente de prindere. | Muzeul de Istorie și Etnografie, Târgu          | Cimec    |
|      | Depănătoare                                   | Datare: Început de sec.XX Descoperit: jud. NEAMȚ Dimensiuni: Înălțime - 71 cm, Diam. roată mare - 61 cm, Diam. roată mică - 7 cm Material: Lemn, cioplire, finisare, perforare, fier, batere        | Depănătoare, cu baza sub forma unui cadru dreptunghiular, pe care sunt fixate două roți din lemn, de dimensiuni diferite, cu canturile adâncite pentru sfoara care angrena cele două roți. | Muzeul de Istorie și Etnografie, Târgu          | Cimec    |
|      | Sucală                                        | Datare: Sfârșitul sec. XIX Descoperit: jud. NEAMȚ Dimensiuni: Înălțime - 36 cm Material: Lemn, cioplire, perforare, îmbinare                                                                        | Sucală, cu baza de formă dreptunghiulară, cu capetele rotunjite, scobită în interior, iar părțile laterale au formă ovală cu baza pătrată. | Muzeul de Istorie și Etnografie, Târgu          | Cimec    |
|      | Covată                                        | Datare: Început de sec.XX Descoperit: jud. NEAMȚ Dimensiuni: Înălțime - 25 cm Material: Lemn, cioplire                                                                                              | Albie lucrată dintr-un singur trunchi de copac, nefinisată, de formă ovală alungită, cu baza înaltă. | Muzeul de Istorie și Etnografie, Târgu          | Cimec    |
|      | Sapă                                          | Datare: Sfărșit de sec. XIX Descoperit: jud. NEAMȚ Material: Lemn, fier, cioplire, batere | Obiectul este realizat parțial din lemn, cu partea activă masivă, de formă semicirculară, lucrată din același material, doar tăișul fiind metalic. Această unealtă este foarte grea. | Muzeul de Istorie și Etnografie, Târgu          | Cimec    |
|      | Prăvor                                        | Datare: Sfârșitul sec. XIX Descoperit: jud. NEAMȚ Material: Corn de bovideu, tăiere, fasonare | Obiectul, de formă conică și ușor curbat, prezintă un capac din lemn fixat în cuie metalice și dop perforat prin care trece o curea din piele. La partea superioară prezintă un guler de care este fixată cureaua de prindere. | Muzeul de Istorie și Etnografie, Târgu          | Cimec    |
|      | Polonic                                       | Datare: Începutul sec. XX Descoperit: jud. NEAMȚ Dimensiuni: Grosime - 1,5 cm Material: Lemn, cioplit, încrustat                                                                                    | Polonic cu găvanul rotund, cu coada scurtă, îngustă terminată cu două aripi stilizate, încrucișate. | Muzeul de Istorie și Etnografie, Târgu          | Cimec    |
|      | Marcator de animale                           | Datare: Începutul sec.XX Descoperit: jud. NEAMȚ Material: Fier, batere, lemn, cioplire | Obiect sub forma unei tije, cu o terminație în forma literei ,,S". Este prevăzut cu mâner. | Muzeul de Istorie și Etnografie, Târgu          | Cimec    |
|      | Vârtelniță                                    | Datare: Început de sec. XX Descoperit: jud. NEAMȚ Dimensiuni: Înălțime - 51 cm, Lungime brațe - 61 cm Material: Lemn, cioplire, șlefuire, perforare, îmbinare                                       | Vârtelnița este dreptunghiulară realizată dintr-o singură bucată de lemn, în care este fixat un cadru pentru axul vârtelniței. Brațele sunt dispuse în cruce și prezintă la fiecare capăt câte un element din lemn, cu rol de distanțier. | Muzeul de Istorie și Etnografie, Târgu          | Cimec    |
|      | Butie rachiu                                  | Datare: Început de sec. XX Descoperit: jud. NEAMȚ Dimensiuni: Înălțime13 cm Material: Lemn, cioplire, fasonare, perforare, îmbinare                                                                 | Vas de formă cilindrică, înfundat la ambele capete, iar doagele au fost fixate în cercuri late. Două dintre doage, prezintă câte o urechiușă perforată, pentru agățarea recipientului. | Muzeul de Istorie și Etnografie, Târgu          | Cimec    |
|      | Ploscă                                        | Datare: Începutul sec. XX Descoperit: jud. NEAMȚ Dimensiuni: Înălțime - 28 cm Material: Lemn, strunjire                                                                                             | Ploscă de dimensiuni medii, corpul aplatizat, prevăzută cu capac. Pe suprafața ei întâlnim cercuri concentrice. | Muzeul de Istorie și Etnografie, Târgu          | Cimec    |
|      | Budăi                                         | Datare: Începutul sec. XX Descoperit: jud. NEAMȚ Dimensiuni: Înălțime - 26 cm Material: Lemn, cioplire, îmbinare                                                                                    | Cofă, de formă tronconică, cu două cercuri din lemn, încheiate în ,,mâțe". | Muzeul de Istorie și Etnografie, Târgu          | Cimec    |
|      | Prăvor                                        | Datare: Începutul sec.XIX Descoperit: jud. NEAMȚ Dimensiuni: Înălțime - 14 cm Material: Corn, tăiere, scobire, perforare, fasonare, incizare                                                        | Prăvorul prezintă două ramuri fără capace la capete și îi lipsește dopul. Atât gura obiectului cât și capetele ramurilor prezintă orificii perforate pentru fixarea capacelor. La partea superioară sunt două orificii mari pentru verigile de care era prinsă cureaua. Decorul se întâlnește doar pe o față și pe părțile laterale. Decorul este compus din motive solare, coroane stilizate, șiruri de cercuri concentrice, linii punctate și registre de linii dispuse în zig-zag.                                                                                           | Muzeul de Istorie și Etnografie, Târgu          | Cimec    |
|      | Tălpici pentru cosaș                          | Datare: Începutul sec.XX Descoperit: jud. NEAMȚ Material: Lemn, cioplire | Tălpici, lucrați dintr-o singură bucată de lemn. Au formă ovală, cu marginile ușor ridicate. Pentru fixarea pe picior au fost montate câteva curele. | Muzeul de Istorie și Etnografie, Târgu          | Cimec    |
|      | Linguroi                                      | Datare: Prima jum. a sec. XX Descoperit: jud. NEAMȚ Material: Lemn, cioplire | Linguroi cu găvan oval și alungit; coada este îngustă și terminată cu o perforație pentru agățat. Spre capăt este decorată cu o cruce. | Muzeul de Istorie și Etnografie, Târgu          | Cimec    |
|      | Cheie de lemn                                 | Datare: Începutul sec.XX Descoperit: jud. NEAMȚ Material: Lemn, cioplire | Obiect realizat dintr-o singură bucată de lemn. Are trei dinți dreptunghiulari de dimensiuni diferite, iar mânerul este circular. | Muzeul de Istorie și Etnografie, Târgu          | Cimec    |
|      | Pomelnic                                      | Datare: Începutul sec. XX Descoperit: jud. NEAMȚ, Tg. Neamț - Humulești Material: Lemn, cioplire, fasonare, grunduire, pictură cu pensula                                                           | Pomelnicul are formă dreptunghiulară, cu partea superioară în formă de semicerc. La partea inferioară prezintă un mâner de prindere. În registrul superior este pictat simbolul ,,Ochiul lui Dumnezeu", încadrat de doi crini roșii. Sub simbol se află numele posesorului, scris cu caractere latine. În registrul inferior se află textul pomelnicului redactat în chirilică, încadrat fiind de motive vegetale pe laterale și cu decor spiralic la partea superioară. Cromatică: roșu, alb, albastru, verde.                                                                 | Muzeul de Istorie și Etnografie, Târgu          | Cimec    |
|      | Pomelnic                                      | Datare: Începutul sec. XX Descoperit: jud. NEAMȚ, Tg. Neamț - Humulești Material: Lemn, cioplire, fasonare, grunduire, pictură cu pensula                                                           | Pomelnicul are formă dreptunghiulară, cu partea superioară în formă de semicerc. La partea inferioară prezintă un mâner de prindere. În registrul superior este pictat simbolul ,,Ochiul lui Dumnezeu", încadrat de două ramuri înfrunzite. Sub simbol se află numele posesorului, scris cu caractere latine și data la care a fost finalizat obiectul. În registrul inferior se află textul pomelnicului redactat în chirilică, încadrat fiind de un chenar de culoare albă și de câte o ghirlandă de trandafiri cu frunze pe laterale. Cromatică: roșu, alb, albastru, verde. | Muzeul de Istorie și Etnografie, Târgu          | Cimec    |
|      | Lighean                                       | Datare: Începutul sec. XX Descoperit: jud. NEAMȚ Dimensiuni: Înălțime - 14 cm Material: Lemn, fier, cioplire, împletire                                                                             | Ligheanul este tronconic, de dimensiuni medii, puțin adâncit, și prezintă la exterior o împletitură măruntă din sârmă subțire. | Muzeul de Istorie și Etnografie, Târgu          | Cimec    |
|      | Sfredel                                       | Datare: Sfârșit de sec. XIX Descoperit: jud. NEAMȚ Dimensiuni: Înălțime - 56 cm, Diametru disc - 11 cm Material: Lemn, fier, cioplire, batere                                                       | Obiect alcătuit dintr-o tijă fusiformă prevăzută cu un disc de lemn prins într-un cerc de fier. De asemenea prezintă un mâner orizontal, perforat, legat de partea superioară a tijei cu o sfoară. Tija prezintă un vârf metalic utilizat la perforare. | Muzeul de Istorie și Etnografie, Târgu          | Cimec    |
|      | Prăvor                                        | Datare: Începutul sec. XIX Descoperit: jud. NEAMȚ Dimensiuni: Înălțime - 14 cm Material: Corn de cerb, metal, tăiere, scobire, perforare, fasonare, incizare.                                       | Prăvorul prezintă două ramuri, doar un capat are capac prins într-un cui din os și un fragment de dop din lemn blocat la interior de o curea. Atât gura obiectului cât și capetele ramurilor prezintă orificii perforate pentru fixarea capacelor. La partea superioară sunt două orificii mari pentru verigile de prindere, cu o singură verigă din metal de care este prinsă o bucată de curea. Decorul incizat, se întâlnește doar pe una din fețe și pe părțile laterale și este compus din șiruri de cercuri concentrice.                                                  | Muzeul de Istorie și Etnografie, Târgu          | Cimec    |